# Bror Öbergson
Bror Valfrid Öbergson, född 5 november 1881 i Stockholm, död 17 november 1943 i Västerlövsta, Västmanlands län, var en svensk skådespelare. 

Han var från 1928 och till sin död gift med operettsångaren Julia Ewert.

## Filmografi (urval)
- 1935 – Kärlek efter noter
- 1931 - En kärleksnatt vid Öresund
- 1919 - Dunungen

## Teater

### Roller (ej komplett)
| År   | Roll                        | Produktion                                                        | Regi           | Teater           |
| ---- | --------------------------- | ----------------------------------------------------------------- | -------------- | ---------------- |
| 1908 | Dupré                       | Fröken Josette - min hustru Paul Gavault och Robert Charvay       |                | Vasateatern      |
| 1908 | Barker                      | Bland bålde riddersmän Harriett Jay                               | Knut Nyblom    | Vasateatern      |
| 1916 | Fadern                      | De tre apotekarna Algot Ruhe                                      | Bror Öbergson  | Blancheteatern   |
| 1924 | d'Aubigney                  | Fördraget i Auteuil Louis Verneuil                                | Einar Fröberg  | Blancheteatern   |
| 1925 | Doktor Dickenson, husläkare | Mannens revben W. Somerset Maugham                                | Erik Berglund  | Blancheteatern   |
| 1925 | Giglais                     | Portiern på Maxim Yves Mirande, Gustave Quinson och Henri Geroule | Ernst Eklund   | Blancheteatern   |
| 1925 | Skomakaren                  | Katten i stövlar Hans Werner                                      | Arthur Natorp  | Blancheteatern   |
| 1926 | Andersson                   | Kassabrist Vilhelm Moberg                                         | Erik Berglund  | Blancheteatern   |
| 1926 | Joseph Borge                | I skolan igen André Birabeau                                      | Mathias Taube  | Blancheteatern   |
| 1926 | D'esbly                     | Chou-Chou Jacques Bousqeet och Alexandre Madis                    | Einar Fröberg  | Blancheteatern   |
| 1927 | Adam                        | Skrämda katter Margaret Mayo och Aubrey Kennedy                   | Erik Berglund  | Djurgårdsteatern |
| 1927 | Barney Barnett              | Guldgrävare Avery Hopwood                                         | Ernst Eklund   | Djurgårdsteatern |
| 1927 | Stephen Spettigue           | Charleys tant Brandon Thomas                                      | Elis Ellis     | Djurgårdsteatern |
| 1927 | Överste Walford Benny       | Mysteriet Milton Edgar Wallace                                    | Ernst Eklund   | Komediteatern    |
| 1928 | Prefekten                   | Alla ha rätt Luigi Pirandello                                     | Ernst Eklund   | Komediteatern    |
| 1928 | Georges                     | Den fångna Édouard Bourdet                                        | Ernst Eklund   | Komediteatern    |
| 1928 | Markis de Chantalard        | Du skall ta mig Louis Verneuil                                    | Ernst Eklund   | Komediteatern    |
| 1928 | Greve von Zinneberg         | Mördaren Hildur Dixelius                                          | Ernst Eklund   | Komediteatern    |
| 1929 | Jimmy                       | Tolvskillingsoperan Bertolt Brecht och Kurt Weill                 | Ernst Eklund   | Komediteatern    |
| 1931 | Kanslern                    | Lilla Katarina (La Petite Catherine) Alfred Savoir                | Ernst Eklund   | Komediteatern    |
| 1934 |                             | Tovaritch Jacques Deval                                           | Ernst Eklund   | Komediteatern    |
| 1935 |                             | Vi måste gifta bort mamma Neil Grant                              | Alice Eklund   | Komediteatern    |
| 1935 | Larsen                      | Natt över havet Harry Blomberg                                    | Ernst Eklund   | Komediteatern    |
| 1935 |                             | Nöddebo prästgård Elith Reumert                                   | Gösta Terserus | Komediteatern    |

### Regi
| År   | Produktion        | Upphovsmän      | Teater         |
| ---- | ----------------- | --------------- | -------------- |
| 1916 | De tre apotekarna | Algot Ruhe      | Blancheteatern |
| 1932 | Prinsessans visa  | Anna Wahlenberg | Komediteatern  |